# Estancia (Iloilo)
Estancia (Bayan ng Estancia) är en kommun på Filippinerna. Kommunen ligger på ön Panay, och tillhör provinsen Iloilo. Folkmängden uppgick 2012 till 35 842 invånare.

## Barangayer
Estancia delas in i 25 barangayer.
| - Lumbia (Ana Cuenca) - Bayas (Bayas Island) - Bayuyan - Botongon - Bulaqueña - Calapdan - Cano-an - Daan Banua - Daculan - Gogo - Jolog - Loguingot (Loguingot Island) - Malbog | - Manipulon - Pa-on - Pani-an - Poblacion Zone 1 - Lonoy (Roman Mosqueda) - San Roque - Santa Ana - Tabu-an - Tacbuyan - Tanza - Poblacion Zone II - Poblacion Zone III |